# Kpaye
Kpaye är en klan i Liberia.   Den ligger i regionen Margibi County, i den centrala delen av landet, 40 km öster om huvudstaden Monrovia.